# Tala Guilef (Boghni)
Pour les articles homonymes, voir Tala Guilef (homonymie).
Tala Guilef est un site touristique situé dans la commune de Boghni dans la wilaya de Tizi Ouzou, région de Kabylie en Algérie. Le site fait partie du parc national du Djurdjura. Il abrite une station de ski à 1 500 mètres.

## Histoire
Tala Guilef, comme beaucoup de villages de Kabylie, a des racines très anciennes, bien avant la conquête arabe de l’Afrique du Nord. 
Période préislamique : La région était habitée par des tribus amazighes (berbères) organisées en communautés villageoises autonomes, attachées à leurs traditions.
Périodes islamique et ottomane : Les villages de la région, dont Tala Guilef, se sont convertis à l’islam, tout en conservant une forte identité amazighe. Sous l’Empire ottoman (1518–1830), la Kabylie était peu contrôlée, et les villages géraient souvent leurs affaires via des assemblées locales appelées "tajmaât".
Époque coloniale française (1830–1962) :
La Kabylie a été une des régions qui a le plus résisté à la colonisation française.
Tala Guilef a probablement été impliqué, directement ou indirectement, dans les mouvements de résistance, comme la grande révolte de Cheikh El Mokrani en 1871.
Durant cette période, la population a subi des confiscations de terres, des impôts excessifs, et de nombreuses familles ont dû émigrer.
Guerre d’indépendance (1954–1962) :
La Kabylie a joué un rôle central dans la guerre d’indépendance algérienne.
Les villages comme Tala Guilef ont souvent aidé le FLN (Front de Libération Nationale) en fournissant des combattants, des vivres, et un refuge.
Le village a été témoin d’événements liés à la lutte contre la colonisation.

## Bâtiments
- L'hôtel El Arz d'une capacité de plus de 200 lits.
- Le village touristique d'une capacité de 300 lits[1].
- Le restaurant panoramique de 710 couverts, perché à 1 655 mètres d'altitude[2].

## Tourisme
Étant située au cœur du parc national du Djurdjura, Tala Guilef accueille de nombreux amateurs de nature, de randonnées et de vol libre.

## Accès
Tala Guilef est accessible par la route nationale 30B.